# Sender Linz am Rhein
Der Sender Linz am Rhein ist eine 1955 errichtete Sendeanlage des Südwestrundfunks (ehemals Südwestfunks) für UKW- und Digital-Radio-Hörfunk sowie DVB-T in Ginsterhahn (Ortsgemeinde St. Katharinen) bei Linz am Rhein. Der Sender steht an der Nordwestseite des 376 m hohen „Ginsterhahner Kopfs“ und hat eine Höhe von 156 Metern. Die Sendeanlage besteht aus einem abgespannten Stahlfachwerkmast und einem kleinen freistehenden Stahlturm.
Durch die exponierte Lage vor dem Beginn der Kölner Bucht, wenige Kilometer von der Landesgrenze zu Nordrhein-Westfalen entfernt, und die hohe Leistung von 50 Kilowatt erreichen die vom Sender Linz ausgestrahlten Hörfunkprogramme auch mehrere Millionen Menschen in der Region Köln/Bonn bis hinter Düsseldorf. Da SWF3 bis zum 1. April 1980 in Mono auf 94,8 MHz ausgestrahlt wurde, war die Reichweite bis in die südlichen Niederlande.

## Frequenzen und Programme

### Analoger Hörfunk (UKW)
| Frequenz (MHz) | Programm             | RDS PS   | RDS PI | Regionalisierung          | ERP (kW) | Antennendiagramm rund (ND)/gerichtet (D) | Polarisation horizontal (H)/vertikal (V) |
| -------------- | -------------------- | -------- | ------ | ------------------------- | -------- | ---------------------------------------- | ---------------------------------------- |
| 92,4           | SWR1 Rheinland-Pfalz | SWR1_RP_ | D3A1   | –                         | 50       | ND                                       | H                                        |
| 94,8           | SWR3                 | __SWR3__ | D3A3   | Rheinland-Pfalz/Rheinland | 50       | ND                                       | H                                        |
| 97,4           | SWR4 Rheinland-Pfalz | SWR4_KO_ | D6A4   | Radio Koblenz             | 50       | ND                                       | H                                        |

Bis 1991 wurde auf der Frequenz 97,4 MHz das Programm SWF2 ausgestrahlt. Mit der Einführung des vierten Programms (damals SWF4 Rheinland-Pfalz) wurde die Belegung geändert, da dem Südwestfunk eine vierte Frequenz am Standort Linz fehlte.

### Digitales Radio (DAB+)
Das Digitalradio (DAB+) wird in vertikaler Polarisation und im Gleichwellenbetrieb mit anderen Sendern ausgestrahlt.
Die Ausstrahlung erfolgt gerichtet und mit nur 8 kW, so dass in NRW vor allem mobil bei weitem nicht die Reichweite erzielt wird, wie bei UKW mit 50 kW Rundstrahlung. 
| Block                             | Programme | ERP (kW) | Gleichwellennetz (SFN) |
| --------------------------------- | --- | -------- | --- |
| 11A Rheinland- Pfalz 1 (D__00217) | DAB+-Multiplex der Digital Radio Südwest: - SWR1 RP (96 kbps) - SWR Kultur (96 kbps) - SWR3 (Rheinland-Pfalz) (96 kbps) - SWR4 KL (88 kbps) - SWR4 KO (88 kbps) - SWR4 LU (88 kbps) - SWR4 MZ (88 kbps) - SWR4 TR (88 kbps) - DASDING (96 kbps) - SWR Aktuell (72 kbps) - bigFM (72 kbps) - RPR1. (überregional) (72 kbps) - Rockland Radio (überregional) (72 kbps) - EPG (24 kbps) - TPEG (16 kbps) | 8        | - Region Kaiserslautern: Bornberg, Kaiserslautern (Rotenberg), Kettrichhof, Zweibrücken - Region Koblenz: Ahrweiler (Schöneberg), Alf-Bullay, Altenahr (Oberes Ahrtal), Bad Marienberg, Betzdorf (Weißenstein), Diez, Koblenz (Dieblich-Waldesch), Linz am Rhein - Region Ludwigshafen: Weinbiet - Region Mainz: Bad Kreuznach (Bad Münster am Stein), Donnersberg, Mainz-Kastel, Oberdiebach (Lorch) - Region Trier: Bitburg, Bleialf, Daleiden, Haardtkopf, Idar-Oberstein, Kirn, Palzem, Schartenberg (Eifel), Niedersgegen, Saarburg, Traben-Trarbach, Trier (Markusberg) |

### Digitales Fernsehen (DVB-T)
Seit dem 30. September 2009 wurde vom Sender Linz (als Funktion eines Füllsenders) das digitale Antennenfernsehen (DVB-T) mit drei öffentlich-rechtlichen Multiplex-Kanälen abgestrahlt. Der Sender verbesserte speziell im Ahrtal, im Bereich Linz, Sinzig und Bad Neuenahr-Ahrweiler die Empfangssituation des bestehenden Gleichwellennetzes (Single Frequency Network) in der Region Rheinland-Pfalz Nord.
Zum 8. November 2017 wurde die Ausstrahlung von DVB-T anlässlich der Umstellung auf DVB-T2 abgeschaltet. Seitdem wird die Region vom Sender Koblenz mit DVB-T2 versorgt.
| Kanal | Frequenz (MHz) | Multiplex                          | Programme im Multiplex | ERP (kW) | Antennen- diagramm rund (ND)/ gerichtet (D) | Polarisation horizontal (H)/ vertikal (V) | Modulations- verfahren | FEC | Guard- intervall | Bitrate (MBit/s) | SFN |
| ----- | -------------- | ---------------------------------- | --- | -------- | ------------------------------------------- | ----------------------------------------- | ---------------------- | --- | ---------------- | ---------------- | --- |
| E56   | 754            | ARD Digital (SWR)                  | - Das Erste (SWR) - ARTE - Phoenix - One                                                                                  | 5        | D                                           | H                                         | 16-QAM (8-k-Modus)     | 2/3 | 1/4              | 13,27            | Ginsterhahn-Linzer Höhe, Kühkopf (Koblenz), Heckenbach-Schöneberg (Ahrweiler), Marienberger Höhe (Bad Marienberg) |
| E33   | 570            | ARD regional (SWR Rheinland-Pfalz) | - SWR Fernsehen Rheinland-Pfalz - Bayerisches Fernsehen (Schwaben/Altbayern) - hr-fernsehen - WDR Fernsehen (Studio Köln) | 5        | D                                           | H                                         | 16-QAM (8-k-Modus)     | 2/3 | 1/4              | 13,27            | Ginsterhahn-Linzer Höhe, Kühkopf, Heckenbach-Schöneberg, Marienberger Höhe                                        |
| E28   | 530            | ZDFmobil                           | - ZDF - 3sat - ZDFinfo - KiKA (06–21 Uhr) - ZDFneo (21–06 Uhr)                                                            | 5        | D                                           | H                                         | 16-QAM (8-k-Modus)     | 2/3 | 1/4              | 13,27            | Ginsterhahn-Linzer Höhe, Kühkopf, Heckenbach-Schöneberg, Marienberger Höhe                                        |

## Galerie

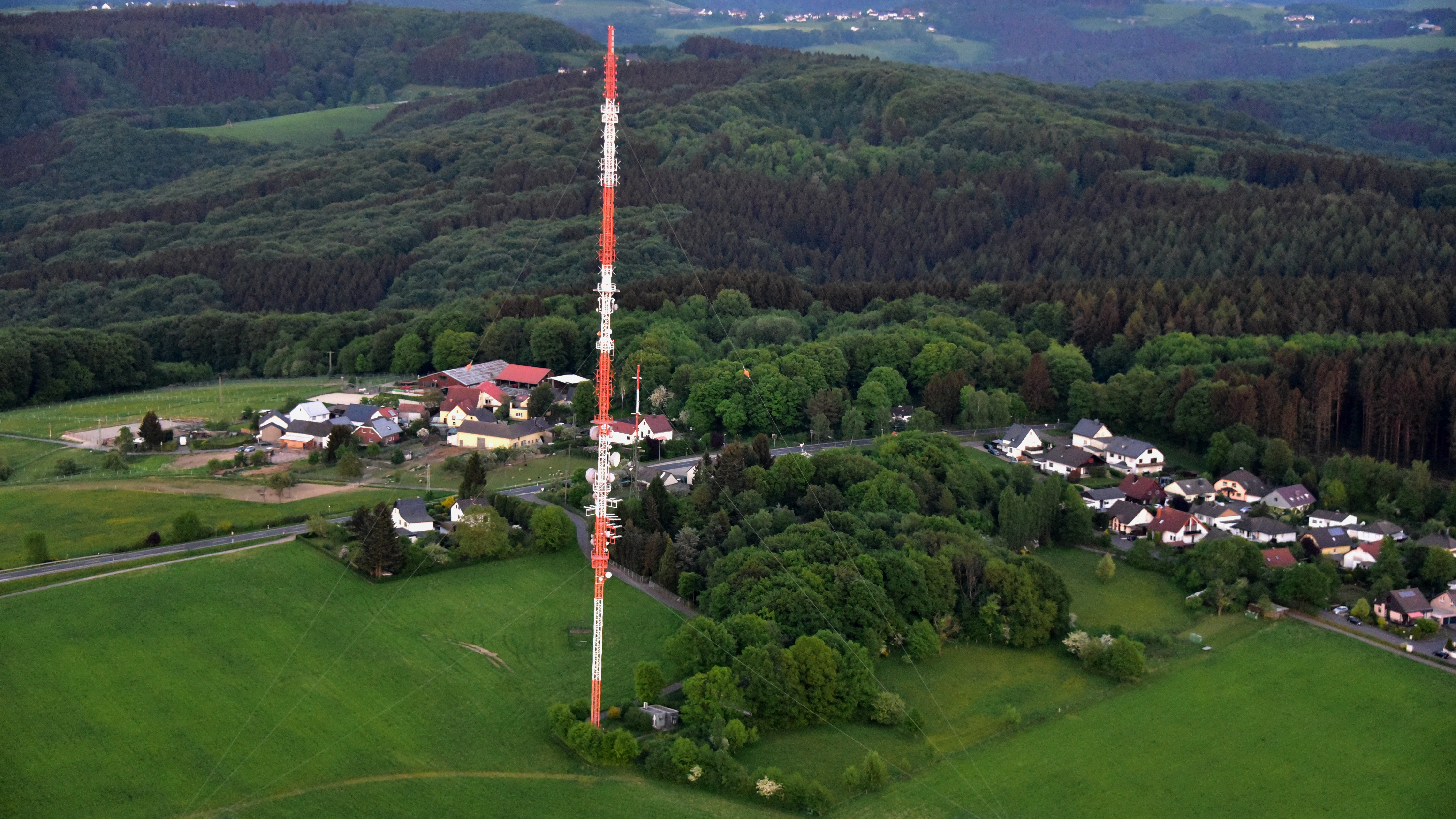
Luftaufnahme (2018)
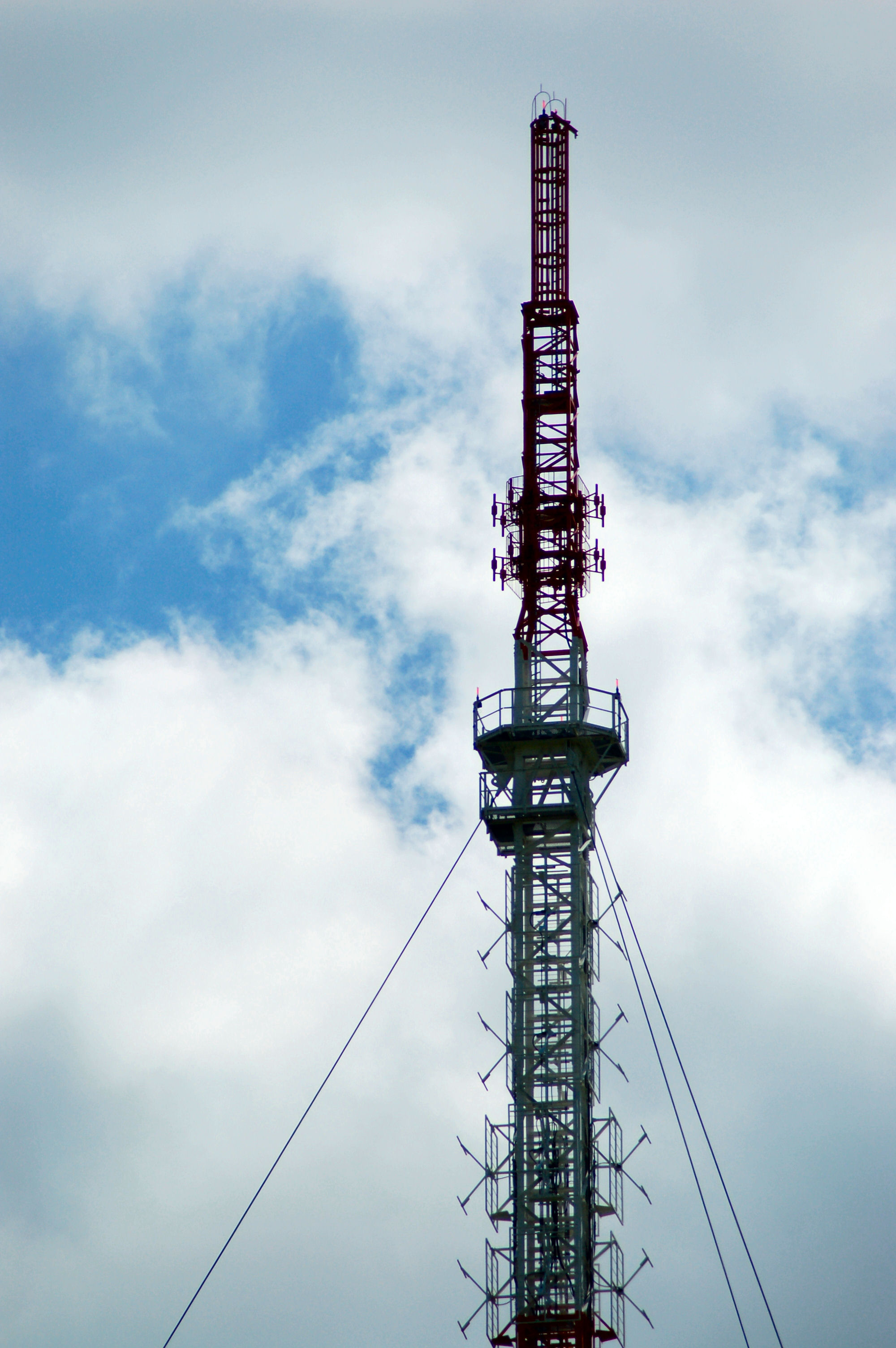
Fachwerkmast Detail 1
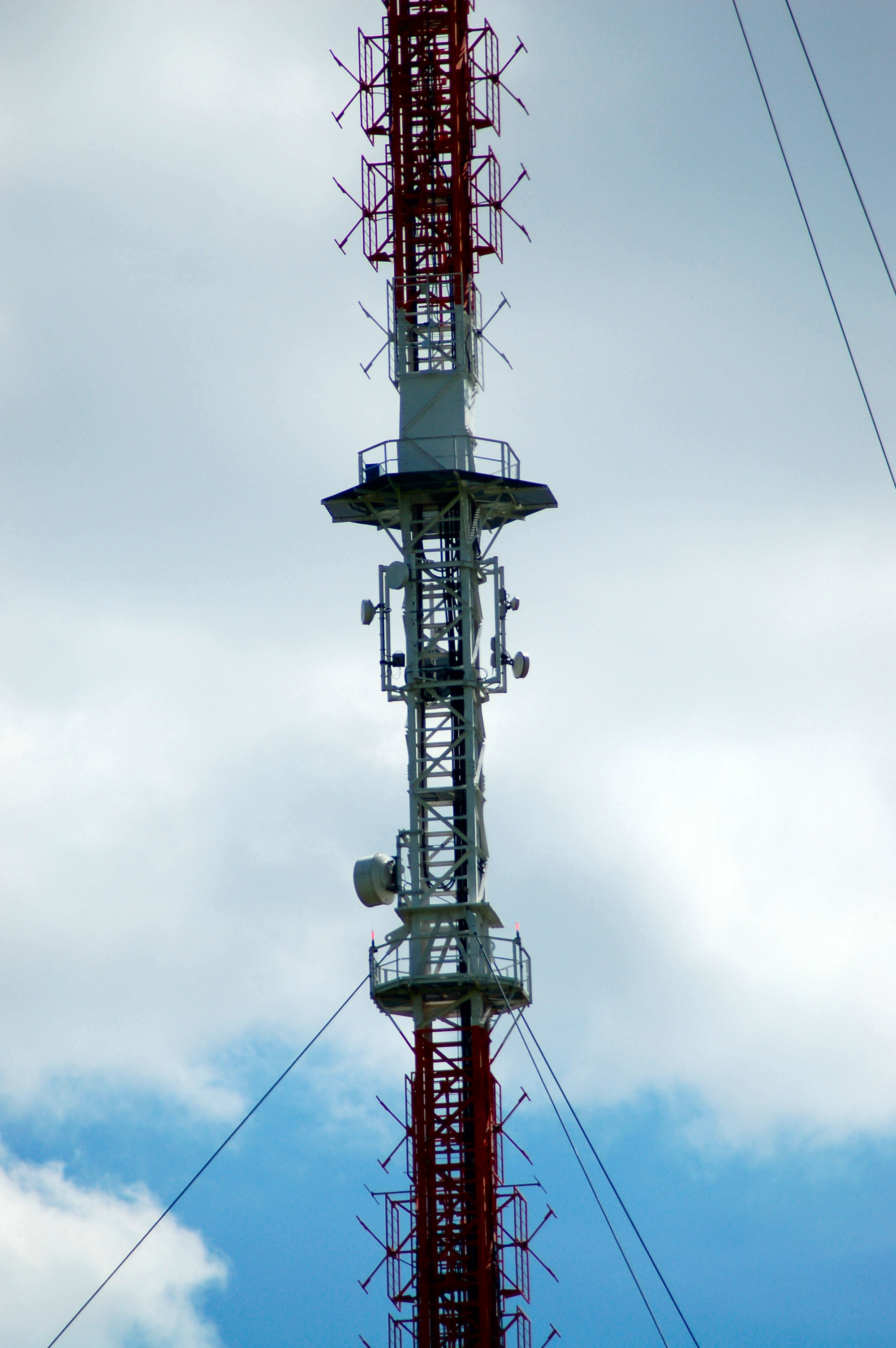
Fachwerkmast Detail 2
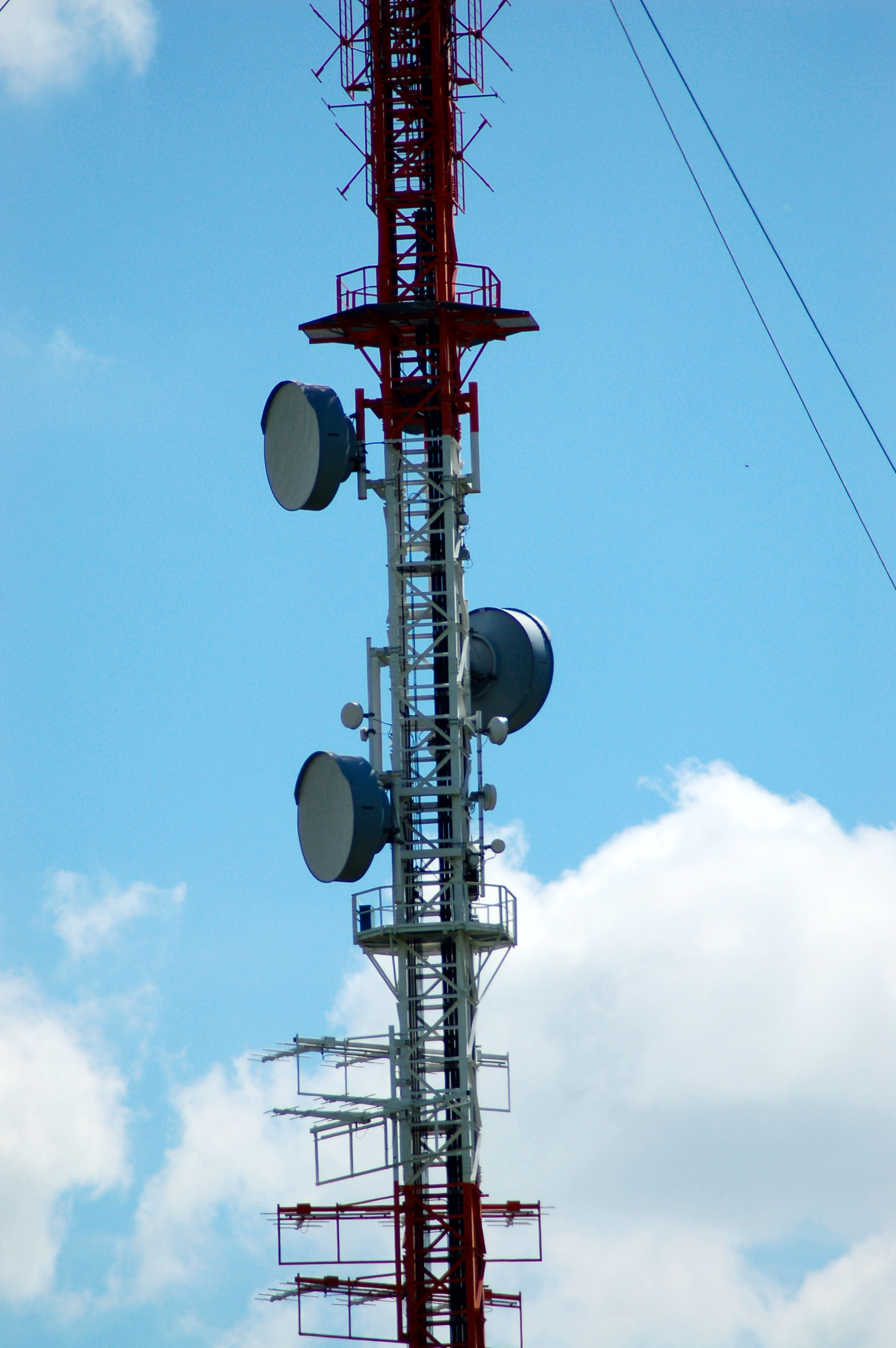
Fachwerkmast Detail 3
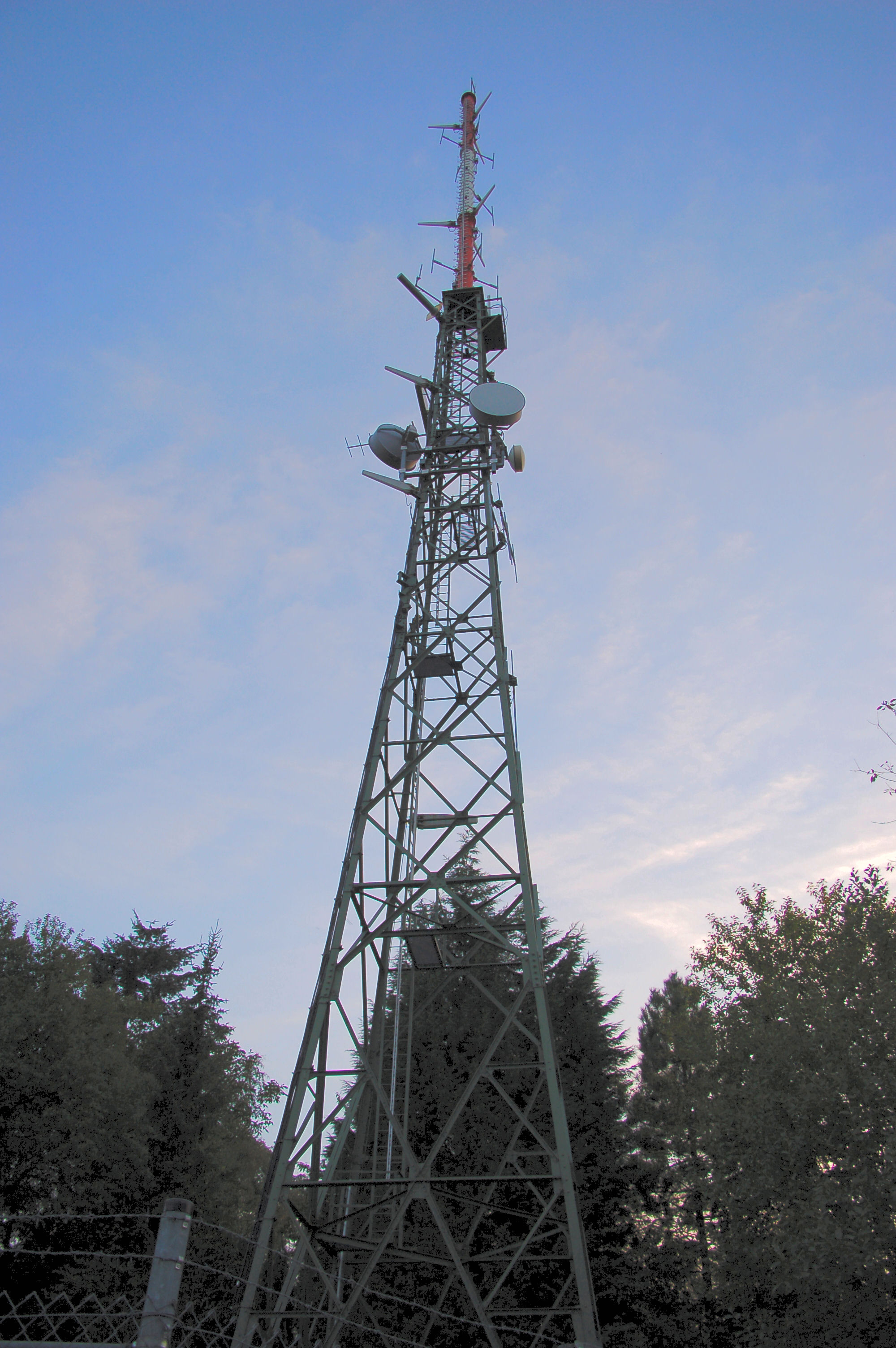
Freistehender Stahlturm östlich des Sendemastes